# برتراند بواسونولت
برتراند بواسونولت (10 يناير 1907 – 30 سبتمبر 1995) هو مبارز بالسيف كندي راحل، مثّل بلاده في الألعاب الأولمبية الصيفية 1936.

## روابط خارجية
برتراند بواسونولت على موقع أوليمبيديا (الإنجليزية)